# Liste der Werke von Alexander von Fielitz
Diese Liste enthält die Kompositionen des deutschen Komponisten Alexander von Fielitz.

## Werke mit Opuszahl
- Sechs Charakterstücke für das Pianoforte zu zwei Händen op. 4. Ries & Erler, 1884 OCLC 497046282
  - Nr. 1: Widmung
  - Nr. 2: Maurisch
  - Nr. 3: Scherzo
  - Nr. 4: Romanze
  - Nr. 5: Impromptu
  - Nr. 6: Humoreske
- Drei Klavierstücke op. 5. Julia Mann gewidmet, D. Rahter, Leipzig 1888 OCLC 731255071
  - Nr. 1: Nocturne, D. Rahter, Leipzig 1888 OCLC 1115072756
  - Nr. 2:  Walzer-Serenade
  - Nr. 3: Spanischer Tanz OCLC 950887032 Fassung für Violine und Klavier OCLC 435845521
- Sechs Lieder nach Texten aus dem Toscanischen Volke von Ferdinand Gregorovius für eine mittlere Singstimme mit Begleitung des Klaviers op. 6. Breitkopf & Härtel, 1897 OCLC 312566821
  - Nr. 1: Am ersten Tag des Maien, Breitkopf & Härtel, Leipzig, 1890 OCLC 822027018
  - Nr. 2: Junger Knabe, der du gehest
  - Nr. 3: Ich will ein Haus mir bauen
  - Nr. 4: Will dich lehren was von Liebe
  - Nr. 5: Ich gehe des Nachts wie der Mond thut geh'n
  - Nr. 6: Und ob du mich liessest

- Kinder des Südens, drei Klavierstücke op. 7. Breitkopf & Härtel, 1890 OCLC 41570797
  - Nr. 1:  Ricordo
  - Nr. 2: Desiderio
  - Nr. 3: Carmela
- „Ich kann's nicht fassen“, Szene aus Grillparzers Ahnfrau für eine höhere Frauenstimme mit Klavierbegleitung op. 8. Breitkopf & Härtel, Leipzig OCLC 165634656
- „Eliland“, ein Sang vom Chiemsee von Karl Stieler, zehn Lieder für eine mittlere Singstimme op. 9. Breitkopf & Härtel, Leipzig, 1902 OCLC 165634628 (Digitalisat beim IMSLP)
  - Nr. 1: Stilles Leid
  - Nr. 2: Frauenwörth
  - Nr. 3: Rosenzweige
  - Nr. 4: Heimliche Grüsse
  - Nr. 5: Am Strande
  - Nr. 6: Kinderstimmen
  - Nr. 7: Mondnacht
  - Nr. 8: Wanderträume
  - Nr. 9: Anathema
  - Nr. 10: Ergebung
- Drei Lieder von Heinrich Heine für eine mittlere Singstimme mit Klavierbegleitung op. 10. Breitkopf & Härtel, 1891 OCLC 1015456134
  - Nr. 1: Am Kreuzweg wird begraben
  - Nr. 2: Ja, du bist elend, und ich grolle nicht
  - Nr. 3: Du liebst mich nicht
- Drei Lieder für eine mittlere Singstimme mit Begleitung des Klaviers op. 11. Breitkopf & Härtel, Leipzig, 1891 OCLC 20478290
  - Nr. 1: Blüten, Blüten überall. Text aus dem Versepos „Frau Holde“ von Rudolf Baumbach
  - Nr. 2: Die Nacht ist weich wie deine Wangen. Text: Wilhelm Jensen
  - Nr. 3: Weil' auf mir, du dunkles Auge. Text: Nikolaus Lenau
- „Ich bin zu Feld geschritten“ aus dem Versepos „Frau Holde“ von Rudolf Baumbach für mittlere Stimme op. 12. Breitkopf & Härtel, Leipzig, 1891 OCLC 1245429720
- „Auf der Wacht“, Lied von Karl Stieler für mittlere Singstimme op.13. Text: Karl Stieler, Incipit: Ich hatt' wohl einen brauen Schatz, Peter Schotel gewidmet. Breitkopf & Härtel, Leipzig, 1891 OCLC 1115112143

- Vendetta, tragische Oper in einem Akt op. 14. Libretto: Marie von ’-Coniar. (Uraufführung am 21. Oktober 1891 am Stadttheater Lübeck unter Leitung des Komponisten).[1] Heinrichshofen, Magdeburg,1893 OCLC 1006771414 Die Oper behandelt denselben Stoff wie die Oper Cavalleria rusticana von Pietro Mascagni, nämlich die Novelle Cavalleria rusticana von Giovanni Verga. Fielitz stellte die Oper schon vor Mascagni fertig, wurde aber erst später uraufgeführt.[2]
- „Schön Gretlein“,ein Zyklus von sieben Gesängen für eine Frauenstimme mit Klavierbegleitung op. 15.  Text: Marie von Fielitz-Coniar, († 1925)Lillian Sanderson gewidmet, Breitkopf & Härtel, 1891 Leipzig OCLC 926813482  (Digitalisat beim IMSLP)
  - Nr. 1: Am Garten schritt ein Busch vorbei
  - Nr. 2: Ich steh' am Zaune
  - Nr. 3: Am Dorfplatz klingen die Geigen so hell
  - Nr. 4: Das frohe Fest ist aus
  - Nr. 5: Der Mondschein glitzert durch's Blättergewirr
  - Nr. 6: Ich steh' am Zaune
  - Nr. 7: Die Nacht ist schwarz
- Drei Klavierstücke op. 16. Heinrichshofen, Magdeburg, 1892
  - Nr. 1: Berceuse OCLC 253814760 (Digitalisat beim IMSLP)
  - Nr. 2: Cri d'âme
  - Nr. 3: Un petit rien
- Vier Klavierstücke op. 17. Breitkopf & Härtel, Leipzig, 1892 OCLC 822027018
  - Nr. 1: Ritornell
  - Nr. 2: Consolation
  - Nr. 3: Romanze
  - Nr. 4: Novellette
- Zwei Lieder  für eine mittlere Singstimme mit Begleitung des Klaviers op. 18. Heinrichshofen, Magdeburg OCLC 642783164
  - Nr. 1: Die stille Wasserrose. Text: Emanuel Geibel, Heinrichshofen, Magdeburg OCLC 9353789 (Digitalisat bei Hathi Trust)
  - Nr. 2: Grauer Vogel über der Heide. Text: Emil von Schoenaich-Carolath, Heinrichshofen, Magdeburg OCLC 165634693
- Zwei Klavierstücke op. 19. Heinrichshofen, Magdeburg, 1892
  - Nr. 1: Nouvelette A-Dur
  - Nr. 2: Valse a-moll
- Drei Lieder für eine mittlere Singstimme mit Begleitung des Klaviers op. 20. Heinrichshofen, Magdeburg, 1892
  - Nr. 1: Veilchen überall. Incipit: Bei jedem Strauch mit süssem Duft, Text: Ludwig Amandus Bauer, Natalie Haenisch gewidmet. Heinrichshofen, Magdeburg, 1892 OCLC 1080902145
  - Nr. 2: Ich weiss nicht warum?,. Incipit: Ein Vöglein flog vom Lindenbaum, Text: Ludwig Amandus Bauer, Natalie Haenisch gewidmet. Heinrichshofen, Magdeburg, 1892 OCLC 1273296529
  - Nr. 3: Lied der Ghawâze.  Incipit: Seidne Gewänder, Text: Emil von Schoenaich-Carolath, Heinrichshofen, Magdeburg, 1892 OCLC 473090928
- Vier Toscanische Lieder op. 21. Text: Ferdinand Gregorovius, Elisabeth Carolath-Hatzfeldt gewidmet, Heinrichshofen, Magdeburg, 1892
  - Nr. 1: O Sonne, du ziehest wohl über die Berge, Heinrichshofen,Magdeburg, 1892 OCLC 1088987488
  - Nr. 2: Seh ich die Strasse dich kommen, Geliebte. Heinrichshofen,Magdeburg, 1892 OCLC 947169735 (Digitalisat beim IMSLP)
  - Nr. 3: Selig ist das Sternlein drüben. Heinrichshofen,Magdeburg, 1892 OCLC 1088970792
  - Nr. 4: Liebe Rose, Blumen der Rosen.  Heinrichshofen,Magdeburg, 1892 OCLC 1088978115
- Drei Klavierstücke op. 22. Heinrichshofen, Magdeburg, 1892
  - Nr. 1: Une Page d’Amour
  - Nr. 2: Mélodie A-Dur
  - Nr. 3: Barcarolle A-Dur, Heinrichshofen, Magdeburg, 1892 OCLC 253814806

- Fünf Lieder für eine mittlere Singstimme mit Begleitung des Klaviers op. 23. Heinrichshofen, Magdeburg, 1892
  - Nr. 1: Lass mich Dein Auge küssen. Text: Heinrich Pudor
  - Nr. 2: Volkslied. Incipit:Es steht in Deutschland eine Lind, Text: Emil zu Carolath-Schönaich, Lilian Sanderson gewidmet, Heinrichshofen, Magdeburg, 1892 OCLC 1088993325
  - Nr. 3: Im Feld des Morgens früh
  - Nr. 4: Bitte, Incipit: Wenn einst das Kirchlein offen steht, Text: Emil zu Carolath-Schönaich, Heinrichshofen, Magdeburg, 1892 OCLC 1002109024
  - Nr. 5: Es liegt ein Traum auf der Haide. Heinrichshofen, Magdeburg, 1892 OCLC 174417339
- Drei Geibelsche Lieder für eine Singstimme op. 24.  Breitkopf & Härtel, Leipzig, 1893
  - Nr. 1: Das Kraut Vergessenheit. Incipit: Es hat die Mutter, Neugriechisches Volkslied, Breitkopf & Härtel, Leipzig, 1895 OCLC 638256161 (Digitalisat der Russischen Staatsbibliothek)
  - Nr. 2: Meiden. Incipit: Es schleicht ein zehrend Feuer
  - Nr. 3: Lied der Spinnerin.  Incipit: Schnurre, schnurre meine Spinel, Breitkopf & Härtel, Leipzig, 1893 OCLC 1245434576
- Romanze in g-moll für Violine mit Begleitung des Klaviers op. 25. Breitkopf & Härtel, Leipzig, 1893 OCLC 254167628
- Sechs Lieder für eine Singstimme mit Begleitung des Pianoforte op. 26. Heinrichshofen, Magdeburg OCLC 179726529
  - Nr. 1: Frühlingslied. Incipit: Und ein Duften zieht über die Erdenwelt, Heinrichshofen, Magdeburg OCLC 1100255120 (Digitalisat bei Hathi Trust)
  - Nr. 2: Das sterbende Kind. Incipit: Wie doch so still dir am Herzen ruhet das Kind, Heinrichshofen, Magdeburg OCLC 1088966756
  - Nr. 3: Aus der Rosenzeit,  Incipit: In meiner Liebsten Garten,  (Digitalisat bei Hathi Trust)
  - Nr. 4: Des Müden Abendlied. Incipit: Verglommen ist das Abendroth
  - Nr- 5: Schwalbenbotschaft.  Incipit: O Schwälbchen, das du übers Meer willst fliegen
  - Nr. 6: Auf dunklen Wogen weil 'ich allein, Heinrichshofen, Magdeburg OCLC 227011171
- Fantasie G-Dur für Klavier op. 27. Breitkopf & Härtel, Leipzig, 1893 OCLC 254167211
- Vier lyrische Stücke für Klavier  op. 28. Breitkopf & Härtel, Leipzig, 1894 OCLC 822026887
- Vier Lieder für eine höhere Singstimme mit Klavierbegleitung op. 29  Breitkopf & Härtel, Leipzig, 1894 OCLC 165634696
  - Nr. 1: Erwachen. Incipit: Da bin ich jählings aufgewacht, Text: Karl Stieler
  - Nr. 2: Allerseelen.  Incipit: Stell auf den Tisch, Text: Hermann von Gilm zu Rosenegg
  - Nr. 3: Sag', Mutter, sangen die Vöglein heut' nicht?, Text: Hans von Vintler
  - Nr. 4: Du grünes lust'ges Waldgezelt, Text: Rudolph Baumbach
- Italienische Suite für Orchester Op. 31.  Klavierfassung: Heinrichshofen, Magdeburg, 1894 OCLC 873154780
  - Nr. 1: Canzonetta.
  - Nr. 2: Römische Elegie
  - Nr. 3: Intermezzo Scherzando
  - Nr. 4: Tarantella
- Drei Duette für zwei Frauenstimmen mit Pianofortebegleitung nach Texten von Paul Heyse op. 32. Heinrichshofen, Magdeburg OCLC 642783155
  - Nr. 1: Im Lenz, im Lenz, wenn Veilchen blühn zu hauf, Heinrichshofen, Magdeburg OCLC 253814384
  - Nr. 2: In der Mondnacht, in der Frühlingsmondnacht,  Heinrichshofen, Magdeburg OCLC 165634617
  - Nr. 3: Hütet euch! Incipit: Ein Stündlein sind sie beisammen gewest, Heinrichshofen, Magdeburg OCLC 165634619
- Fünf Lieder für gemischten Chor a capella op. 33. Breitkopf & Härtel, 1894
  - Nr. 1: Hebräisches Lied. Incipit: Lehnt eure Wang an die Cypressen
  - Nr. 2: Hebräisches Lied. Incipit: Weide, weide dich am Leide satt
  - Nr. 3: Zwiegesang. Incipit: Im Fliederbusch ein Vöglein sass
  - Nr. 4: Wanderers Nachtlied. Incipit: Der du von dem Himmel bist
  - Nr. 2:Vergissmeinnicht. Incipit: Blaublümlein spiegelten sich am Bach
- Drei Lieder für eine mittlere Stimme mit Pianoforte op. 34. Heinrichshofen, Magdeburg, 1894 OCLC 1284744098
  - Nr. 1: Vogelweisheit. Incipit: Die Grete half am ersten Mai, Text: Rudolf Baumbach
  - Nr. 2: In alten Tagen. Incipit: Ich glaube, in alten Tagen, Text: Paul Heyse. Heinrichshofen, Magdeburg OCLC 165634699
  - Nr. 3: Wirtstöchterlein. Incipit: Und wärst du, Traute, ein Engelein, Text: Rudolf Baumbach
- Drei Kompositionen für die Violine mit Begleitung des Klaviers op. 35. Breitkopf & Härtel, Leipzig, 1895 OCLC 1114111300
  - Nr. 1: Im Maien
  - Nr.2: Sonett
  - Nr. 3: Capriccio
- Vier Lieder des Prinzen Emil zu Schoenaich-Carolath für eine mittlere Singstimme mit Begleitung des Klaviers op. 36. Heinrichshofen, Magdeburg,1898
  - Nr. 1:  Es graut der Morgen, die Hähne schrei'n
  - Nr. 2: Die Rosen blühten, du stilles Kind. Heinrichshofen, Magdeburg,1895 OCLC 249119301
  - Nr. 3: Es ist nun wieder ein Junitag. Heinrichshofen, Magdeburg,1895 OCLC 249119301
  - Nr. 4: Es geh'n vom Campanile. Heinrichshofen, Magdeburg,1895 OCLC 1100257354
- Vier Stimmungsbilder für Pianoforte zu zwei Händen op. 37. Breitkopf & Härtel, Leipzig, 1895 OCLC 1271456973 (Digitalisat beim IMSLP)
  - Nr. 1: IIdylle. Andantino con moto e-moll
  - Nr. 2: Entr'acte. Andante D-Dur
  - Nr. 3: Hymnus. Andante religioso F-Dur
  - Nr. 4: Capriccioso. Allegro giusto e-moll
- „Erwachen des Waldes“, Tongemälde für Orchester op. 38.
- Vier Lieder für eine mittlere Singstimme mit Klavierbegleitung op. 39. Heinrichshofen, Magdeburg
  - Nr. 1: Manchmal aus tiefem Schlaf fahr' ich empor. Text: Konrad Telmann
  - Nr. 2:  Irren und irren am öden Meere. Text: Konrad Telmann
  - Nr. 3: Es wandeln auf Weg' und Stegen allort
  - Nr. 4: Sündfluth. Incipit: Immer heisser Liebe spricht,Text: Hermione von Preuschen
- Acht Mädchenlieder für tiefe Stimme und Klavier von Paul Heyse op. 40. Breitkopf & Härtel, Leipzig, 1895 OCLC 495876955
  - Nr. 1: Der Tag wird kühl
  - Nr. 2: Mir träumte von einem Myrthenbaum
  - Nr. 3: Der Himmel hat keine Sterne so klar
  - Nr. 4: Und bild' dir nur im Traum nichts ein
  - Nr. 5: Und wie sie kam zur Hexe
  - Nr. 6: Drunten auf der Gassen
  - Nr. 7: Soll ich ihn lieben
  - Nr. 8: Ach, wie so gerne bleib' ich euch fern
- In deinen Blumen Lied für eine hohe Stimme mit  Klavierbegleitung  op. 43. Text: Hermione von Preuschen, Heinrichshofen, Magdeburg, 1895 OCLC 1002416475
- Zwei Lieder für eine mittlere Stimme mit  Klavierbegleitung , Violine ad libitum op. 44. Heinrichshofen, Magdeburg OCLC 610744398
  - Nr. 1: Am Lindenbaum. Text: Richard Koehlich, Heinrichshofen, Magdeburg, 1895 OCLC 902951316 (Digitalisat des Digital Media Repository der Ball State University)
  - Nr. 2: Das kranke Mägdlein. Incipit: Donner in allen Begen schallt., Text: Martin Greif, Heinrichshofen, Magdeburg, 1895 OCLC 1001822970
- Drei Terzette für Frauenstimmen mit  Klavierbegleitung  op. 45. Heinrichshofen, Magdeburg OCLC 642783172
  - Nr. 1: April. Text: Sophie von Khuenberg (1863–1917)
  - Nr. 2: Die Nachtigall. Text: Theodor Storm
  - Nr. 3: Schönster Tag, nun gute Nacht. Text: Paul Heyse
- „Die Wallfahrt nach Kevlaar“ von Heinrich Heine für eine mittlere Singstimme mit Klavierbegleitung op. 46. Incipit: Am Fenster stand die Mutter, Heinrichshofen, Magdeburg, 1896 OCLC 1253433566
- Narrenlieder von Otto Julius Bierbaum op. 47. Breitkopf & Härtel, Leipzig, 1896
  - Nr. 1: Der melancholische Narr, Incipit: Aus einer jungen Linde
  - Nr. 2: Des Narren Regenlied, Incipit: Regenöde Himmel, Land und See
  - Nr. 3: Des Narren Nachtlied, Incipit: In der Nacht, heidideldumdei
- „Am Waldbach“, Impromptu für das Klavier op. 48. Breitkopf & Härtel, Leipzig, 1896 OCLC 733454975
- Zwei Klavierstücke op. 49, Heinrichshofen, Magdeburg, 1896
  - Nr. 1: Ekloge (Hirtengesang)
  - Nr. 2: Ballade
- Albumblätter für Klavier op. 50. Heinrichshofen, Magdeburg, 1896
  - Nr. 1: Feuille d'album A-Dur (Digitalisat bei polona.pl)
  - Nr. 2: Feuille d'album B-Dur
  - Nr. 3: Feuille d'album e-moll-Dur
  - Nr. 4: Feuille d'album a-moll (Digitalisat bei polona.pl)
- „Die Nonne“, Gesangsszene von Otto Julius Bierbaum für eine Frauenstimme mit Orchester- oder Klavierbegleitung op. 51. Incipit: In einer Nacht, schwülheiss, da ich schlief,  Lilli Lehmann gewidmet, Breitkopf & Härtel, Leipzig, 1896 OCLC 1245194830
- Neugriechische Volks- und Liebeslieder für eine Singstimme mit Begleitung des Pianoforte op. 52. D. Rather, Hamburg, 1896 OCLC 1001823187
  - Nr. 1: Am Strande, Incipit: Du trinkest alle Wässer, Baronin Hedwig von Kerssenbrock gewidmet, D. Rahter, Hamburg, 1896 OCLC 883511393
  - Nr. 2: Wiegenlied, Incipit: Nanina, mein süsses Kind
  - Nr. 3: Liebesträumen, Incipit: Wieg’ ich auf deinem weichen Knie
  - Nr. 4: Verlassen, Incipit: Nun vergingen drei Jahre
  - Nr. 5:  Die Auserwählte, Incipit: Die Bäume wollen blühen
- Drei Gedichte von Conrad Ferdinand Meyer für eine Singstimme mit Begleitung des Klaviers op. 53. Heinrichshofen, Magdeburg, 1896 OCLC 610744236
  - Nr. 1: Am Himmelsthor. Incipit: Mir träumt’, ich komm’ an’s Himmelsthor
  - Nr. 2:  Lied Chastelard's. Incipit: Sehsucht ist Qual, Magdeburg, 1896 OCLC 1002417405
  - Nr. 3:  Die tote Liebe, Incipit: Entgegen wandeln wir dem Dorf im Sonnenkuss
- Sechs Gedichte für eine Singstimme mit Klavierbegleitung op. 54. Breitkopf & Härtel, Leipzig, 1896 OCLC 22096134
  - Nr. 1: Wehmut. Text: Joseph von Eichendorff
  - Nr. 2: Im Wagen. Text: Sophie von Khuenberg
  - Nr. 3: Schmied Schmerz. Text: Otto Julius Bierbaum, Breitkopf & Härtel, Leipzig, 1896 OCLC 633805417
  - Nr. 4: Nachtgang. Text: Otto Julius Bierbaum
  - Nr. 5:  Regentag. Text: Sophie von Khuenberg
  - Nr. 6: Das ist ein Blühen und Weben. Text: Marie. von Fielitz-Coniar.
- Fünf Lieder für eine Singstimme mit Begleitung des Klaviers op. 55. Heinrichshofen, Magdeburg OCLC 179726785
  - Nr. 1: Ihr hundertblättrigen, ihr dunklen Rosen, Heinrichshofen, Magdeburg OCLC 165634702
  - Nr. 2: Vom Berge. Incipit: Da unten wohnte einst mein Lieb, Text: Joseph von Eichendorff,  Heinrichshofen, Magdeburg, 1896 OCLC 1003133349
  - Nr. 3: Dort ist so tiefer Schatten, Text: Joseph von Eichendorff
  - Nr. 4: Die Blätter fallen, Incipit: Schnee liegt auf fernen, steilen Felsengipfeln, Text: Konrad Telmann
  - Nr. 5: Heut' in die Kirche bin ich eingetreten. Text: Konrad Telmann, Natalie Baronin von Grünhof gewidmet, Heinrichshofen, Magdeburg, 1896 OCLC 1088954896
- Vier Eichendorff’sche  Lieder für eine Singstimme mit Klavierbegleitung op. 56. Text: Joseph von Eichendorff, Heinrichshofen, Magdeburg, 1897
  - Nr. 1: Vesper. Incipit: Die Abendglocken klangen
  - Nr. 2: Was ist mir denn so wehe ?
  - Nr. 3:  Mein liebes Kind, Ade!
  - Nr. 4: Die Musikantin. Incipit: Schwirrend Tamburin dich schwing’ ich
- „Der traurige Mönch“, Ballade von Nikolaus Lenau für eine mittlere Singstimme mit Klavierbegleitung op. 57. Incipit: In Schweden steht ein grauer Turm, Breitkopf & Härtel, Leipzig, 1896 OCLC 1003130955
- Duette für mittlere Stimmen mit Klavierbegleitung op. 58.
  - Goldene Hochzeit. Incipit: Was hat mich stolz gmacht ?, Heinrichshofen, Magdeburg, 1897
- „Die Rache“, Ballade von Ludwig Uhland für eine mittlere Singstimme mit Klavierbegleitung op. 59.  Incipit: Der Knecht hat erstochen den edlen Herrn, Breitkopf & Härtel, Leipzig, 1897 OCLC 165634712
- Mädchenlieder von Emanuel Geibel für mittlere Singstimme mit Klavierbegleitung op. 60. Breitkopf & Härtel, Leipzig, 1897 OCLC 165634709
  - Nr. 1: In meinem Garten die Nelken
  - Nr. 2: Wohl waren es Tage der ’
  - Nr. 3: Gute Nacht mein Herz und schlummre ein!
- Sechs Präludien für Klavier zu zwei Händen op. 61. Breitkopf & Härtel, Leipzig, 1897 OCLC 1340047117
- Vier Lieder für 1 Singstimme mit Pianofortebegleitung op. 62. Heinrichshofen, Magdeburg, 1897
  - Nr. 1: Der Tod krönt die Unschuld, Incipit: Kind, ich schenke dir den Reif der Reine, Text: Otto Julius Bierbaum
  - Nr. 2: Wenn wir alt sein werden, Text: Otto Julius Bierbaum, Breitkopf & Härtel, Leipzig, 1897 OCLC 1114196329
  - Nr. 3: Abgelohnt, Incipit: Der Sohn, der hatte sie so lieb, Text: Adolf Wilhelm Ernst von Winterfeld nach Klaus Groth
  - Nr. 4: Abendfrieden, Incipit: Wir gehen Hand in Hand am Meer, Text: J. Kaufmann
- „Und wieder blüht der Lindenbaum“ für mittlere Singstimme mit Klavierbegleitung op. 64.  Text: Bruno Eelbo, Heinrichshofen, Magdeburg, 1897
- Romanze cis-moll für Violoncello oder Violine mit Klavierbegleitung op. 65, Heinrichshofen, Magdeburg, 1897
- Sechs Gedichte für eine mittlere Singstimme mit Begleitung des Pianoforte op. 67. Heinrichshofen, Magdeburg, 1897
  - Nr. 1:Schattenleben. Incipit: Still ist’s, wo die Gräber sind, Text: Martin Greif,  Heinrichshofen, Magdeburg OCLC 165634633
  - Nr. 2: Das zerbrochene Krüglein. Incipit: Ich hab zum Brunnen ein Krüglein gebracht, Text: Martin Greif, Heinrichshofen, Magdeburg  OCLC 165634637
  - Nr. 3: Ein Fichtenbaum steht einsam, Text: Heinrich Heine, Heinrichshofen, Magdeburg  OCLC 165634641
  - Nr. 4: Mein Herz trägt heimliches Leid. Incipit: Der Ulmenbaum, der starke, Text: Rudolph Baumbach, Heinrichshofen, Magdeburg  OCLC 165634644
  - Nr. 5: Von der Wiese. Incipit: Auf dem Brombeerstrauche, Text: Max Kalbeck, Heinrichshofen, Magdeburg  OCLC 165634649
  - Nr. 6: Am Weißdorn. Incipit: O sage, willst du mit mir geh’n, Text: Max Kalbeck, Heinrichshofen, Magdeburg  OCLC 165634651
- Liebeslieder nach neugriechischen Texten eine Singstimme mit Klavierbegleitung op. 68. Heinrichshofen, Magdeburg, 1898 OCLC 472358048
  - Nr. 1: Nie war die Lieb' ohn' Leiden. Text: Hermann Lübke
  - Nr- 2. Das Lied als Bote: Text: Hermann Lübke, Heinrichshofen, Magdeburg, 1898 OCLC 1302330190
  - Nr. 3: Abendstimmung. Text: Hermann Lübke, Heinrichshofen, Magdeburg, 1898 OCLC 1100255469
  - Nr. 4: Sehnsucht.  Text: Hermann Lübke, Heinrichshofen, Magdeburg, 1898 OCLC 1111739883
- Neue Gedichte für eine mittlere Singstimme mit Klavierbegleitung op. 69. Breitkopf & Härtel, Leipzig, 1898
  - Nr. 1: Nachruf. Incipit: Und gehst du über den Friedhof, Text: Paul Heyse
  - Nr. 2: Bretonisches Volkslied. Incipit: War einmal ein armer Wicht, Text: Paul Heyse
  - Nr. 3: Blau Veilchen. Incipit: Blau Veilchen, ihr meiner Liebe Bild, Text: A. G. Kaufmann
  - Nr. 4: Sehnsucht. Incipit:  Wie eine leise Glocke klingt, Text: Otto Julius Bierbaum
- Zwei Gedichte für eine mittlere Singstimme mit Pianofortebegleitung op. 70. Text: Joseph von Eichendorff, Breitkopf & Härtel, Leipzig und 1899 OCLC 1284511958
  - Nr. 1: Bei einer Linde, Incipit: Seh ich dich wieder, du geliebte Baum
  - Nr. 2: Die Nachtigallen, Incipit: Möcht’ wissen, was sie schlagen,  Breitkopf & Härtel, Leipzig, 1899 OCLC 866887900
- „Die späte Hochzeit“, Romanze für eine Singstimme mit Klavierbegleitung op. 71.  Incipit: Der Mond ging unter, jetzt ist’s Zeit, Text: Joseph von Eichendorff, Breitkopf & Härtel, Leipzig, 1899
- Sechs Lieder für eine mittlere Singstimme mit Klavierbegleitung op. 72. Ries & Erler, Berlin, 1899
  - Nr. 1: Wenn ich dich seh' von ferne, Text: Emil von Schoenaich-Carolath
  - Nr. 2:  Die Werkeluhr, Incipit: Im alten Einkehrhause, Text: Martin Greif
  - Nr. 3: Der Himmel hat keine Sterne so klar, Text: Anna Ritter
  - Nr. 4:  Schlafe, ach, schlafe, Incipit: Und dürft’ ich dich wecken zum Sonnenlicht, Text: Anna Ritter, Ries und Erler, Berlin, 1899 OCLC 827836569
  - Nr. 5: Mein Traum, Incipit: Liegt nun so still die weite Welt, Text: Anna Ritter
  - Nr. 6:  Einsamkeit, Incipit: Einsamkeit, ernsthafte Frau, Text: Anna Ritter
- Sechs Lieder für eine Singstimme mit Klavierbegleitung op. 73. Heinrichshofen, Magdeburg, 1900
  - Nr. 1:  Was geht das fremde Lied mich an, Incipit: Ich weiss nicht mir ist gar so bang, Text: Anna Ritter
  - Nr. 2:  Schneewittchen in der Wiege, Incipit: Wie stille ist’s im Schloss, Text: Anna Ritter
  - Nr. 3:  Ein Stündchen lang. Incipit: Ich hab an seiner Brust geruht, Text: Anna Ritter
  - Nr. 4:  Es liegt in der Luft, Incipit: Kennst du mich noch?  --  Durch die Bäume flammte der West, Text: Franz Evers
  - Nr. 5:  So regnet es sich langsam ein, Text: Cäsar Flaischlen
  - Nr. 6:  Wie ein Rausch ist deine Liebe. Text: Anna Ritter
- Fünf Gedichte für eine Singstimme mit Klavierbegleitung op. 74.
  - Nr. 1:  Vom Küssen, Text: Anna Ritter
  - Nr. 2:   Ein Sonntag, Text: Cäsar Flaischlen, Heinrichshofen, Magdeburg, 1900 OCLC 1003129476
  - Nr. 3:  In verschwiegener Nacht hab' ich deiner gedacht, Text: Anna Ritter, Heinrichshofen, Magdeburg, 1900 OCLC 1003129530
  - Nr. 4:   Der Knabe, Text: Hans Bethge, Heinrichshofen, Magdeburg, 1900 OCLC 1003129683
  - Nr. 5:   Sehnsucht, Text: Anna Ritter, Heinrichshofen, Magdeburg, 1900 OCLC 1003129705
- Ballade für Klavier op. 75. Heinrichshofen, Magdeburg, 1900 OCLC 1001822646
- Sechs Gedichte von Anna Ritter für eine Singstimme mit Klavierbegleitung op. 76. Heinrichshofen, Magdeburg, 1901
  - Nr. 1:Die Glocke des Glücks. Incipit: Viele Glocken hör ich läuten,  Heinrichshofen, Magdeburg, 1901 OCLC 664608286
  - Nr. 2: Gebet, Incipit: Ein Tag wie hundert andre auch, Heinrichshofen, Magdeburg, 1901  OCLC 664608286
  - Nr. 3: Spätes Gluck, Incipit: Es hat ein Blümchen Tag für Tag, Heinrichshofen, Magdeburg, 1901  OCLC 664608327
  - Nr. 4: Ich liebe dich, Incipit: Ich reiße dich aus meinem Herzen, Heinrichshofen, Magdeburg, 1901  OCLC 664608287
  - Nr. 5: Nacht, Incipit:  Eine blinde Bettlerin, Heinrichshofen, Magdeburg, 1901  OCLC 664608334
  - Nr. 6: Waldmärchen, Incipit:  Meine Muhme, die Sehnsucht, weiß ein Lied, Heinrichshofen, Magdeburg, 1901  OCLC 664608332
- Vier Gedichte für eine mittlere Stimme mit Pianoforte op. 77.
  - Nr. 1: Mägdleins Lied. Incipit:  Ich lehn’ im offenen Gemache, Text: Karl Stieler
  - Nr. 2:  Vor der Pforte, Incipit: Zwischen reifendem Korn, Text: Paul von Sczcepanski (1855–1924), Heinrichshofen, Magdeburg, 1902  OCLC 827836570
  - Nr. 3:  Müde, Incipit: Ich schließ die Türe hinter mir, Text: Text: Otto Julius Bierbaum, Heinrichshofen
  - Nr. 4: Der Regen tropft von Blatt zu Blatt, Text: Max Stöwesand
- Fünf Lieder für eine mittlere Singstimme mit Klavierbegleitung op. 78.
  - Nr. 1: Tiefblaue Veilchen. Incipit: Ich seh’ es wie gestern, Text:  Emil von Schoenaich-Carolath
  - Nr. 2: Wehe Liebe. Incipit: Du sagst, ich sei jung, Text: Anna Ritter
  - Nr. 3:  Schlimme Zeichen, Incipit: Im Walde da flüstern die Bäume, Text: Anna Ritter,  Breitkopf & Härtel, Leipzig, 1903 OCLC 1003134104
  - Nr. 4: Das Lied vom Glück,  Incipit: Ueber die Welt hin ziehen die Wolken, Text: Arno Holz, Breitkopf & Härtel, Leipzig, 1903 OCLC 827836568
  - Nr. 5: Flieder. Incipit: Stille, träumende Frühlingsnacht, Text: Otto Julius Bierbaum
- Vier Lieder für eine mittlere Singstimme mit Klavierbegleitung op. 80.
  - Nr. 1: Einst. Incipit: Ich ging im Walde den alten Steig, Text: Text: Karl Stieler
  - Nr. 2: Du ziehst mich an so tief und still. Text: Paul Heyse, Breitkopf & Härtel, 1904 OCLC 1003134523
  - Nr. 3: Du und ich. Incipit: Du und ich und über uns beiden. Text: Anna Ritter, Breitkopf & Härtel, 1905 OCLC 1148457840
  - Nr. 4: Volkslied. Incipit: Ein Vöglein singt im Wald, Text: Anna Ritter
- Sechs Lieder für eine mittlere Singstimme mit Pianoforte op. 81.
  - Nr. 1:  Augenblicke, Text: Robert Hamerling
  - Nr. 2:   Ich will ja nichts, Text: Robert Hamerling
  - Nr. 3:  Sehnsucht
  - Nr. 4:  Todeswege
  - Nr. 5:  Treue Liebe, Incipit: Ein Mägdlein sass am Meeresstrand, Text: Eduard Ferrand
  - Nr. 6:   Toter Wunsch, Incipit: O wärst du gekommen, da sie dich rief, Text:  Thekla Lingen
- Vier Lieder für eine mittlere Singstimme mit Klavierbegleitung op. 82. Challier & Co., Berlin, 1905
- Nr. 1: Fremd geworden, Incipit: Deinen Hügel umschreiten die Jahre, Text: Anna Ritter
- Nr. 2: Es schlief mein Mund, vom Schmerz bewacht, Text: Anna Ritter
- Nr. 3: Im Arm der Nacht, Incipit: Sing mir ein Lied, Text: Anna Ritter
- Nr. 4: Im Abenddämmerscheine
- Vier Lieder für eine Singstimme mit Klavierbegleitung op. 87. Breitkopf & Härtel, Leipzig,1908 OCLC 253951215
  - Nr. 1: Der toten Mutter. Incipit: Mein Herz, das ist ein stilles Grab, Text: Paul Grotowsky (1863–1938)
  - Nr. 2: Am Schmerz zu sterben
  - Nr. 3: Lied in der Nacht, Incipit: Strassen hin und Strassen her, Text: Otto Julius Bierbaum
  - Nr. 4: Schlaf, müde Seele. Text: Cäsar Flaischlen
- Zwei Klavierstücke op. 88. Breitkopf & Härtel, Leipzig,1908
  - Nr. 1: Deingedenken
  - Nr. 2: Harmlose Geschichte
- Vier Gedichte für eine mittlere Singstimme mit Klavierbegleitung op. 89. Breitkopf & Härtel, Leipzig,1908
  - Nr. 1: Ich weiß ein kleines Mädchen. Text: Ludwig Jacobowski
  - Nr. 2: Rausch, Incipit: Lass mich ganz in dir versinken. Text: Ludwig Jacobowski
  - Nr. 3: Dorfidylle, Incipit: Des Küsters blondes Töchterlein. Text: Ludwig Jacobowski
  - Nr. 4: Hinterm Rathaus auf dem Platze. Text: Ludwig Jacobowski
- Variiertes Thema für Pianoforte op. 90.
- Sechs Lieder für eine Singstimme mit Klavierbegleitung, op. 91
- Nr. 1:  Hessendörflein, Incipit: Im alten Hessendörflein
- Nr. 2:  Wenn wir im Tode vereinigt sind
- Nr. 3:  Meine Wünsche sind’s, die dich geleiten
- Nr. 4:  Um Mitternacht, Incipit: Sieben Zwerge um Mitternacht
- Nr. 5: Ganz still zuweilen, wie ein Traum
- Nr. 6: Einem Kinde,  Incipit: Sei nicht traurig

## Werke ohne Opuszahl
- Das stille Dorf, Oper in drei Akten, WoO 1,  Libretto: Max Kalbeck nach einem Baumbachschen Märchen. Die Uraufführung fand am 13. März 1900 in Hamburg statt. Heinrichshofen, Magdeburg, 1899, Partitur OCLC 165634727 Klavierauszug OCLC 1006771394 (Digitalisat des Libretto bei der Library of Congress)
- „Des Nachts“, Orchesterstück, um 1887